# Cryptandra parvifolia
Cryptandra parvifolia är en brakvedsväxtart som först beskrevs av William Jackson Hooker, och fick sitt nu gällande namn av Joseph Dalton Hooker. Cryptandra parvifolia ingår i släktet Cryptandra och familjen brakvedsväxter. Inga underarter finns listade i Catalogue of Life.